# Ptychognathus sakaii
Ptychognathus sakaii — вид крабів родини Varunidae. Описаний у 2022 році.

## Розповсюдження
Ендемік Тайваню. Мешкає у національному парку Кеньдін на півдні острова. Населяє естуарії або морські береги, на які впливає прісна вода. Цей вид мешкає в припливно-відливній зоні з осадами, що складаються з коралового піску та гальки.

## Етимологія
Цей вид названий на честь японського канцеролога Цуне Сакаї (Tune Sakai), який вивчав фауну крабів з Тайваню і описав два нових види Ptychognathus з Тайваню (Ptychognathus ishii; Ptychognathus takahasii).